# Норт Фонд ду Лак (Висконсин)
Норт Фонд ду Лак (енгл. North Fond du Lac) град је у америчкој савезној држави Висконсин.

## Демографија
По попису из 2010. године број становника је 5.014, што је 457 (10,0%) становника више него 2000. године.
| Група             | 2000.         | 2010.         |
| Белци             | 4.429 (97,2%) | 4.635 (92,4%) |
| Афроамериканци    | 10 (0,2%)     | 33 (0,7%)     |
| Азијати           | 17 (0,4%)     | 76 (1,5%)     |
| Хиспаноамериканци | 52 (1,1%)     | 214 (4,3%)    |
| Укупно            | 4.557         | 5.014         |